# 1. deild islandzka w piłce nożnej (1969)
Sezon 1969 był 58. sezonem o mistrzostwo Islandii. Drużyna KR nie obroniła tytułu mistrzowskiego, zdobył go natomiast zespół Keflavík, zdobywając piętnaście punktów w dwunastu meczach. Po sezonie zajmujący ostatnie miejsce zespół ÍBA Akureyri wygrał play-off przeciwko zespołowi Breiðablik i utrzymał miejsce w lidze.

## Drużyny
Z uwagi na powiększenie ligi do siedmiu zespołów, po sezonie 1968 z ligi nie spadł żaden zespół, z 2. deild awansowała natomiast drużyna Akraness.
| Uczestnicy poprzedniej edycji                                                                                 | Uczestnicy poprzedniej edycji | Uczestnicy poprzedniej edycji | Uczestnicy poprzedniej edycji |
| --- | ----------------------------- | ----------------------------- | ----------------------------- |
| KRE | KR                            | 1                             |                               |
| FRA | Fram                          | 2                             |                               |
| VAL | Valur                         | 3                             |                               |
| ÍBA | ÍBA Akureyri                  | 4                             |                               |
| ÍBV | ÍB Vestmannaeyja              | 5                             |                               |
| ÍBK | Keflavík                      | 6                             |                               |
| Awans z 2. deild                                                                                              |                               |                               |                               |
| ÍA | Akraness                      | 1                             |                               |
| Oznaczenia: - kolumna pierwsza – skróty nazw drużyn, - kolumna trzecia – miejsce zajęte w poprzednim sezonie. |                               |                               |                               |

## Tabela
| Lp. | Drużyna          | M  | Z | R | P | Bramki | Bramki | Różn. | Pkt | Uwagi                                    |
| --- | ---------------- | -- | - | - | - | ------ | ------ | ----- | --- | ---------------------------------------- |
| 1   | Keflavík (M)     | 12 | 7 | 1 | 4 | 20     | 12     | +8    | 15  | Puchar Europy • I runda                  |
| 2   | Akraness         | 12 | 6 | 2 | 4 | 22     | 19     | +3    | 14  | Puchar Miast Targowych • 1/32 finału     |
| 3   | KR               | 12 | 4 | 4 | 4 | 24     | 20     | +4    | 12  |                                          |
| 4   | ÍB Vestmannaeyja | 12 | 3 | 6 | 3 | 20     | 20     | 0     | 12  |                                          |
| 5   | Valur            | 12 | 4 | 4 | 4 | 18     | 19     | −1    | 12  |                                          |
| 6   | Fram             | 12 | 2 | 6 | 4 | 8      | 16     | −8    | 10  |                                          |
| 7   | ÍBA Akureyri     | 12 | 2 | 5 | 5 | 12     | 18     | –6    | 9   | Puchar Zdobywców Pucharów • 1/16 finału1 |
| 7   | ÍBA Akureyri     | 12 | 2 | 5 | 5 | 12     | 18     | –6    | 9   | play-off                                 |

## Wyniki
| Gospodarz \ Gość | ÍA  | FRA | KRE | ÍBK | VAL | ÍBV | ÍBA |
| Akraness         |     | 0:1 | 4:0 | 2:1 | 2:3 | 2:1 | 3:1 |
| Fram             | 2:2 |     | 1:6 | 0:1 | 1:0 | 1:1 | 1:1 |
| KR               | 3:1 | 0:0 |     | 0:3 | 6:2 | 1:1 | 2:0 |
| Keflavík         | 1:1 | 2:0 | 2:1 |     | 2:0 | 2:4 | 2:0 |
| Valur            | 3:0 | 2:0 | 1:1 | 0:2 |     | 3:1 | 1:1 |
| ÍB Vestmannaeyja | 2:3 | 0:0 | 3:3 | 3:2 | 1:1 |     | 1:1 |
| ÍBA Akureyri     | 1:2 | 1:1 | 2:1 | 1:0 | 2:2 | 1:2 |     |

Źródło:  (ang.)
Objaśnienia:
1Drużyna gospodarzy jest wymieniona po lewej stronie tabeli.
Kolory: zielony – zwycięstwo gospodarzy, żółty – remis, różowy – zwycięstwo gości.

## Play-off
Po zakończeniu sezonu rozegrany został mecz pomiędzy ostatnią drużyną w tabeli oraz drugą drużyną z 2. deild. Z uwagi na remis w pierwszym spotkaniu, rozegrane zostało drugie, które zwyciężyła drużyna z Akureyri, zapewniając sobie utrzymanie w 1. deild, natomiast Breiðablik rozpoczął sezon 1970 w 2. deild.
|  | ÍBA Akureyri | 1:1Raport | Breiðablik |  |
|  |              |           |            |  |

|  | Breiðablik | 2:3Raport | ÍBA Akureyri |  |
|  |            |           |              |  |

## Najlepsi strzelcy
| Bramki | Strzelcy              | Drużyna          |
| ------ | --------------------- | ---------------- |
| 9      | Matthías Hallgrímsson | Akraness         |
| 7      | Guðjón Guðmundsson    | Akraness         |
| 7      | Jón Ólafur Jónsson    | Keflavík         |
| 6      | Baldvin Baldvinsson   | KR               |
| 6      | Reynir Jónsson        | Valur            |
| 5      | Haraldur Júlíusson    | ÍB Vestmannaeyja |
| 5      | Saevar Tryggvason     | ÍB Vestmannaeyja |